# Dorfkirche Großliebringen

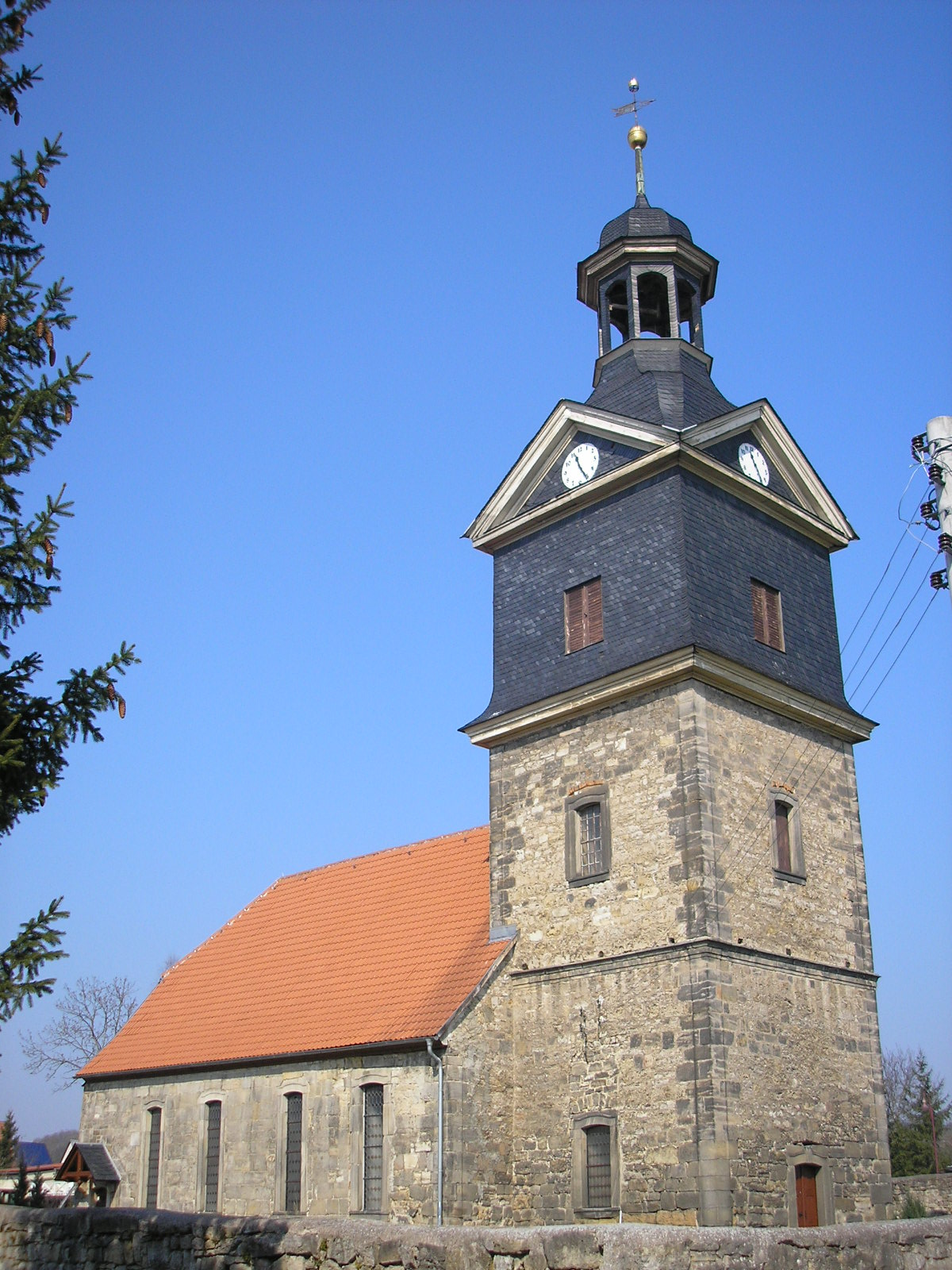
Die Kirche

Die evangelische Dorfkirche Großliebringen befindet sich im Ortsteil Großliebringen der Stadt Stadtilm im Ilm-Kreis in Thüringen. Sie gehört zum Pfarramt Griesheim im Kirchenkreis Arnstadt-Ilmenau der Evangelischen Kirche in Mitteldeutschland.

## Lage
Die Dorfkirche liegt am Nordostende des Ortes an den Verbindungsstraßen in Richtung Stadtilm und Rudolstadt. Der sechsunddreißig Meter hohe Kirchturm bietet einen Überblick über die Flächen der Großliebringer Gemarkung.

## Geschichte
Die Erwähnung einer Kirche Luibretherot im Jahre 1119 wird auf Großliebringen bezogen. Es ist eine Schenkungsurkunde des Grafen Wichmann an das Domstift in Erfurt. 1372 wurden die Grafen von Henneberg als Patrone der Pfarrei in Großliebringen benannt. Später waren es die Herren von Griesheim. Genaueres über den Ursprung der Kirche steht nicht fest. In der Zeit von 700 bis 1100 war die Kirche, wie man annimmt, ein einfacher Holzbau. Später war es wohl ein Steinflachbau. 
Im 16. Jahrhundert gab es einen Neubau der Kirchenhalle und von zwei steinernen Rundbögen im Turm an der Südseite. 1447–1450 zerstörten Krieger die Kirche und die Wasserburg. Es stand dann nur noch die Kemenate und der Küchenbau. Die Kirche wurde 1630 im Dreißigjährigen Krieg durch Feuer zerstört und erst nach 25 Jahren wiederaufgebaut. In der Zwischenzeit nutzte man die benachbarte Dorfkirche Kleinliebringen simultan. 1780 erhielt der Turm eine neue Glockenetage, was dann die 36 Meter Höhe des Turmes bedingte. Der Turm wurde Treppen- und Uhrenraum. Drei Glocken fanden Platz im Gestühl. 1900 fand eine Generalinstandsetzung des Gotteshauses statt. Am 18. November 1900 erfolgte die feierliche Weihe. 1917 wurden zwei Glocken für Kriegszwecke eingeschmolzen.
1971 wurde der Turm neu beschiefert und 1992 die Kirchhofmauer durch eine Arbeitsbeschaffungsmaßnahme (ABM) instand gesetzt.